# Pierre Dupong

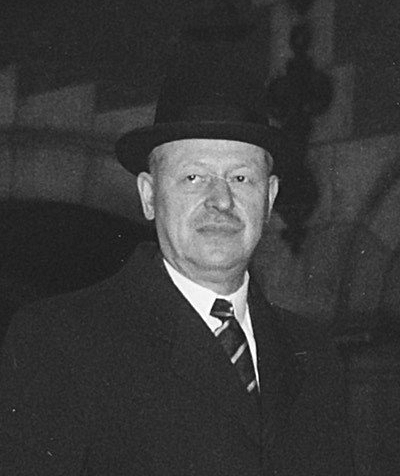
Pierre Dupong in 1949

Pierre Dupong (Heisdorf, 11 januari 1885 - Luxemburg-Stad, 23 december 1953), was een Luxemburgs politicus.

## Opleiding en vroege carrière
Pierre Dupong studeerde rechten. Op 16 januari 1914 was Dupong met o.a. Émile Reuter, Émile Prüm, mgr. Schiltz, Albert Philippe, Joseph Bech en mgr. Jean Origer oprichter van de rooms-katholieke Parti de la Droite (Rechtse Partij).
Pierre Dupong werd in [1915 voor het Kanton Capellen in de Kamer van Afgevaardigden (Luxemburgs parlement) gekozen.

## Ministerschap
Pierre Dupong was van 16 juli 1926 tot 5 november 1937 directeur-generaal (dat wil zeggen minister) van Financiën, Sociale Voorzieningen en Arbeid.

## Premierschap
Pierre Dupong volgde op 5 november 1937 partijgenoot Joseph Bech op als President van de Regering (dat wil zeggen premier). Daarnaast werd hij minister van Financiën en minister van het Leger (een nieuw gecreëerde post, vergelijkbaar met minister van Defensie. Het kabinet bestond uit ministers van de PD en de Lëtzebuerg Sozialistesch Aarbechterpartei (LSAP).

### Tijdens deTweede Wereldoorlog
Op 10 mei 1940 week premier Dupong met zijn kabinet (en de groothertogelijke familie, dat wil zeggen groothertogin Charlotte en haar familie) uit naar Parijs. Vlak voor het uitwijken van het kabinet naar Parijs, benoemde men Albert Wehrer tot "commissaris van de regering." De taak van Wehrer was om als gevolmachtigde van de premier op te treden, maar de Duitse bezetter zag dit niet zitten en schoof Wehrer medio oktober 1940 terzijde. In Parijs vormde Dupong een regering in ballingschap bestaande uit de PD en de LSAP. Naast het premierschap behield Dupong ook de portefeuilles van Financiën en het Leger. Erg lang kon de regering niet in Parijs blijven en zij week uit naar het neutrale Portugal. Later vestigde de regering zich in Montreal, Canada. Na de Bevrijding van Luxemburg in september 1944 keerden premier Dupong, zijn kabinet en de groothertogelijke familie naar Luxemburg terug (23 september).

### Naoorlogse premierschap
Op 11 november 1944 vormde een nieuw kabinet, de "Bevrijdingsregering" welke tot 14 november 1945 standhield. Bij de parlementsverkiezingen van 21 oktober 1945, de eerste na de bevrijding, verloren de Chrëschtlech Sozial Vollekspartei (opvolger van de Parti de la Droite) en de LSAP haar meerderheid. Grote winnaars waren de Groupement Patriotique Démocratique (opvolger van de liberale Radicaal-Liberale Partij) en de Communistische Partij van Luxemburg (voor de oorlog verboden) en Dupong vormde een "Regering van Nationale Eenheid" bestaande uit de CSV, de LSAP, de GPD en de KPL. Deze regering hield stand tot 1947, toen de communisten uit de regering stapten. Tot 1951 werd de coalitie van de CSV, LSAP en de GPD voortgezet, hierna vormde Dupong weer een tweepartijenkabinet van CSV en LSAP.

## Overlijden
Pierre Dupong overleed op 23 december 1953, tijdens zijn premierschap, op 68-jarige leeftijd in Luxemburg-Stad. Zijn minister van Buitenlandse Zaken, Joseph Bech (CSV), volgde hem op (29 december). Pierre Dupong kreeg een staatsbegrafenis. .

## Verwijzing
1. ↑  Tatsachen aus der Geschichte des Luxemburger Landes, door: Dr. P.J. Muller (1968), blz. 339
2. ↑  Met als verschil dat het Groothertogdom Luxemburg geen beroepsleger heeft, maar een vrijwilligersleger)
3. ↑  Bernier Arcand, Philippe, « L'exil québécois du gouvernement du Luxembourg », Histoire Québec, 2010, p. 19–26 (https://www.erudit.org/fr/revues/hq/2010-v15-n3-hq034/66123ac.pdf)
4. ↑  Tatsachen aus der Geschichte des Luxemburger Landes, door: Dr. P.J. Muller (1968), blz. 434